# Chamaloc
Chamaloc är en kommun i departementet Drôme i regionen Auvergne-Rhône-Alpes i sydöstra Frankrike. Kommunen ligger i kantonen Die som tillhör arrondissementet Die. År 2022 hade Chamaloc 121 invånare.

## Befolkningsutveckling
Antalet invånare i kommunen Chamaloc
Referens:INSEE